# Jänschwalde
Jänschwalde, niedersorbisch Janšojce, ist eine offiziell zweisprachige amtsangehörige Gemeinde im Landkreis Spree-Neiße in Brandenburg. Sie gehört dem Amt Peitz an und entstand in ihrer heutigen Form am 26. Oktober 2003 durch die Fusion der alten Gemeinde Jänschwalde mit Drewitz und Grießen. Bekannt ist Jänschwalde durch den gleichnamigen Braunkohletagebau sowie das nahegelegene Kraftwerk Jänschwalde.

## Geographie
Die Gemeinde liegt in der Niederlausitz, rund 25 Kilometer nordöstlich von Cottbus. Einen größeren Teil der Gemeindefläche nimmt der Braunkohletagebau Jänschwalde ein. Jänschwalde grenzt im Norden an Schenkendöbern, im Osten an die polnische Landgemeinde Gubin, im Süden an Forst und Heinersbrück, im Südwesten an Teichland und im Westen an Peitz und Tauer. Im Osten bildet die Lausitzer Neiße die Grenze zu Polen, die Malxe bildet die Südgrenze der Gemeinde.

## Gemeindegliederung
Das Gemeindegebiet besteht aus den Ortsteilen mit zugehörigen Wohnplätzen:
- Drewitz (Drjejce) mit dem Wohnplatz Kleinsee (Małe Jazorko)
- Grießen (Grěšna)
- Jänschwalde-Dorf (niedersorbisch Janšojce-Wjas) mit den Wohnplätzen Friedrichshof (Frisof) und Kolonie (Pipanojce)
- Jänschwalde-Ost (Janšojce-Pódzajtšo)

Weiterhin gehört die Gemarkung des devastierten Dorfes Horno (Rogow) zum Gemeindegebiet.

## Geschichte

### Urgeschichte
Durch Grabungen seit 2013 ließ sich anhand von Schnittspuren an den Knochen belegen, dass Neandertaler vor etwa 130.000 Jahren, bei Beginn der Eem-Warmzeit, das Gebiet um Jänschwalde bewohnten, und dass sie dort Jagd auf Pferde machten; unter den Tierüberresten fanden sich auch Knochen von Bison priscus, dem Steppenbison. Unter den Werkzeugen befand sich ein Schaber, mit dem wohl Tierfelle entfernt wurden. In einem Graben, etwa 150 Meter von der Tagebaukante entfernt, wurde ein bearbeiteter Schildkern aus Feuerstein entdeckt. Damit fertigten die Neandertaler Werkzeuge und Waffen an.
Die bis dahin ältesten Spuren stammten ebenfalls von Jägern und Sammlern, doch waren sie mit 13.000 Jahren bedeutend jünger. Bei den jüngeren archäologischen Spuren handelt es sich um Feuersteinwaffen von Rentierjägern am Ende der letzten Kaltzeit. Bereits 1903 wurde am Rande des Tagebaus das erste Mammutskelett in Deutschland ausgegraben.
Aus dem Neolithikum und der Bronzezeit traten zahlreiche Begräbnisplätze zu Tage, vielfach ausgestattet mit Silexspitzen und Silexdolchen als Beigaben. Aus der Zeit um 1000 v. Chr. stammen die auf der Hornoer Höhe – dort konzentriert sich seit 2009 der Tagebau – ergrabenen bronzezeitlichen Pfostenbauten. Diese wiesen Speicherplätze für Getreide, Brunnen, die die Wasserversorgung in der Höhenlage sicherten, sowie weitere Gräber auf. Anfang 2008 wurde ein germanisches Dorf aus dem 3. und 4. Jahrhundert ausgegraben. Neben Hausgrundrissen fanden sich Brunnen, eine Getreidemühle, eine Schmiede zur Schmuckherstellung, Fibeln und zahlreiche weitere Artefakte.

### Gemeindegeschichte
Jänschwalde soll bereits im 13. Jahrhundert durch wendische Siedler entstanden sein. Der sorbische Name für den Ort – Janšojce – bedeutet auf Deutsch das dem Jan, Jansch oder Jänsch Gehörende, womit vermutlich eine im Malxebruch gelegene Siedlung unter Leitung eines Jan oder Jänsch bezeichnet war. Im Jahre 1346 wurde Jänschwalde – geschrieben Genschwalde – in der sogenannten Meißener Matrikel als Kirchdorf erwähnt, das an das Bistum drei Groschen Kirchensteuer zu zahlen hatte. Der Ort entstand auf einer flachen Talsandinsel im Sumpfgebiet der Malxeniederung. Die Häuser waren auf großen Findlingen ruhende Blockhäuser mit Schilfdach.
Ab 1952 entstand nordöstlich von Jänschwalde der neue Stadtteil Jänschwalde-Ost. Dort lebten überwiegend Berufssoldaten und Angestellte der Nationalen Volksarmee, die hier den Militärflugplatz Cottbus-Drewitz betrieb, mit ihren Familien. Während des aktiven Betriebs des Flugplatzes hatte der Stadtteil zeitweise rund 2000 Einwohner.
Jänschwalde und Drewitz gehörten seit 1816 zum Kreis Cottbus, Grießen zum Landkreis Guben in der preußischen Provinz Brandenburg. 1952 wurden die Gemeinden in den Kreis Guben im DDR-Bezirk Cottbus eingegliedert. Seit 1993 liegen sie im brandenburgischen Landkreis Spree-Neiße.
Eingemeindungen
Am 1. Juli 1998 wurde das Dorf Horno, das 2004 und 2005 infolge des angrenzenden Braunkohletagebaus devastiert wurde, nach Jänschwalde eingemeindet. Am 26. Oktober 2003 entstand durch die Fusion der Gemeinden Drewitz, Grießen und Jänschwalde die neue Gemeinde Jänschwalde. Der Ortsteil Jänschwalde erhielt am 10. Oktober 2005 den neuen Namen Jänschwalde-Dorf.

## Bevölkerungsentwicklung
| Jahr | Einwohner |
| ---- | --------- |
| 1875 | 743       |
| 1890 | 812       |
| 1910 | 853       |
| 1925 | 866       |
| 1933 | 854       |
| 1939 | 853       |

| Jahr | Einwohner |
| ---- | --------- |
| 1946 | 1 282     |
| 1950 | 1 204     |
| 1964 | 1 904     |
| 1971 | 1 910     |
| 1981 | 2 137     |
| 1985 | 2 005     |

| Jahr | Einwohner |
| ---- | --------- |
| 1990 | 2 400     |
| 1995 | 2 198     |
| 2000 | 2 069     |
| 2005 | 2 019     |
| 2010 | 1 751     |
| 2015 | 1 535     |

| Jahr | Einwohner |
| ---- | --------- |
| 2020 | 1 532     |
| 2021 | 1 521     |
| 2022 | 1 590     |
| 2023 | 1 571     |
| 2024 | 1 575     |

Gebietsstand des jeweiligen Jahres, Einwohnerzahl: Stand 31. Dezember (ab 1991), von 2011 bis 2021 auf Basis des Zensus 2011, ab 2022 auf Basis des Zensus 2022

## Politik

### Gemeindevertretung
Die Gemeindevertretung von Jänschwalde besteht aus elf Gemeindevertretern und dem ehrenamtlichen Bürgermeister. Die Kommunalwahl am 9. Juni 2024 führte bei einer Wahlbeteiligung von 75,8 % zu folgendem Ergebnis:
| Partei / Wählergruppe          | Stimmenanteil | Sitze |
| ------------------------------ | ------------- | ----- |
| Wählergemeinschaft Jänschwalde | 18,5 %        | 2     |
| AfD                            | 16,9 %        | 2     |
| Einzelbewerber Hein Dabo       | 15,2 %        | 1     |
| Einzelbewerberin Carmen Orbke  | 08,2 %        | 1     |
| Einzelbewerber Michael Neumann | 08,1 %        | 1     |
| Einzelbewerber Andreas Fobow   | 08,0 %        | 1     |
| Einzelbewerber Ralf Wundke     | 06,8 %        | 1     |
| Die Linke                      | 05,5 %        | 1     |
| 3 weitere Einzelbewerber       | 12,7 %        | –     |

Der Stimmenanteil des Einzelbewerbers Hein Dabo entspricht zwei Sitzen, daher bleibt ein Platz in der Gemeindevertretung unbesetzt.

### Bürgermeister
- 1998–2003: Günter Strafe (Einzelbewerber)[14]
- 2003–2014: Heinz Schwietzer (Einzelbewerber)[15]
- seit 2014: Helmut Badtke (Einzelbewerber)[16]

Badtke wurde in der Bürgermeisterwahl am 9. Juni 2024 mit 57,9 % der gültigen Stimmen für eine weitere Amtszeit von fünf Jahren gewählt.

### Gemeindepartnerschaft
Mit Iłowa (bis 1945 Halbau) im polnischen Teil der Oberlausitz besteht eine Gemeindepartnerschaft.

## Sehenswürdigkeiten und Kultur

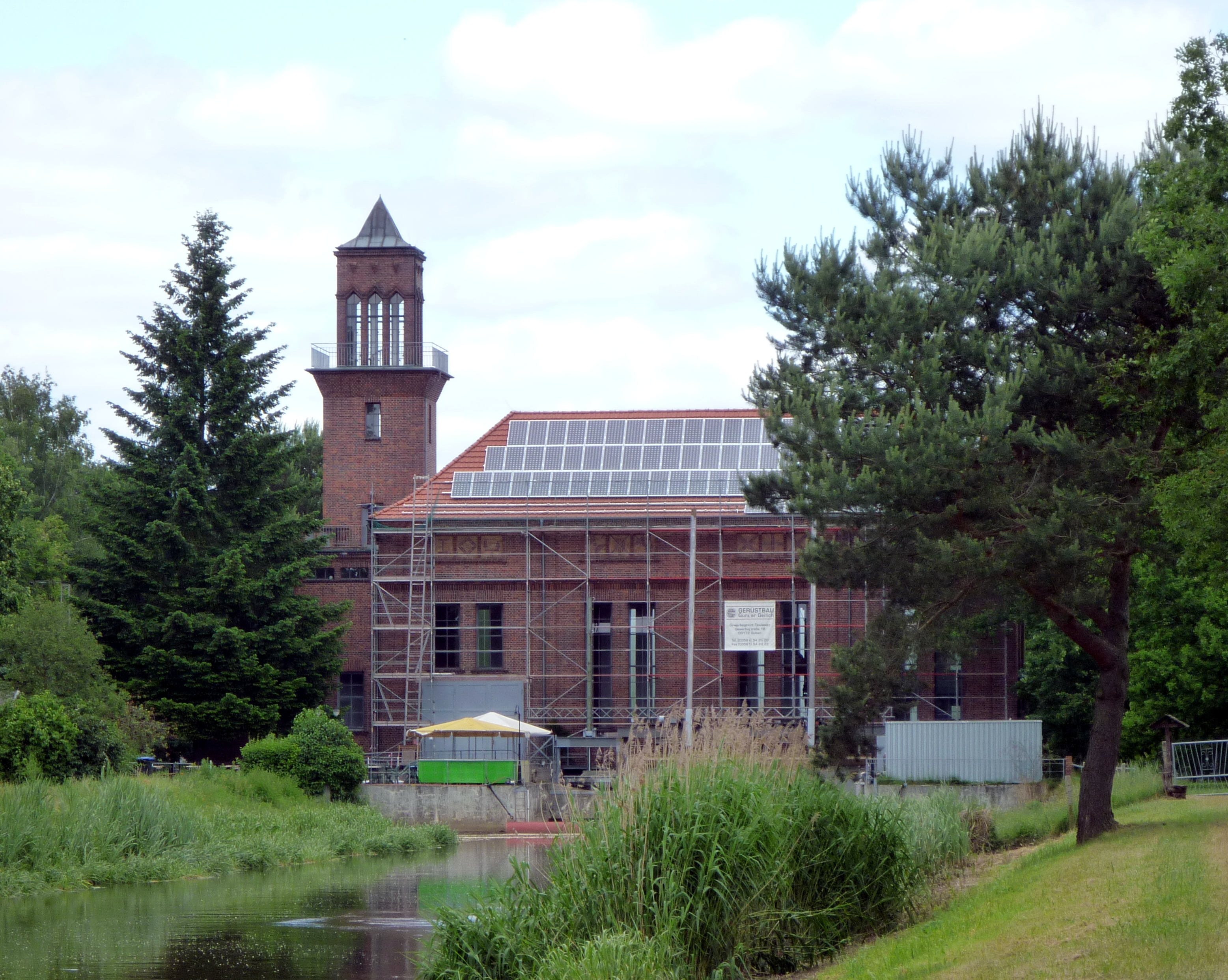
Wasserkraftwerk Grießen

In der Liste der Baudenkmale in Jänschwalde und in der Liste der Bodendenkmale in Jänschwalde stehen die in der Denkmalliste des Landes Brandenburg eingetragenen Denkmale.
Musik
Für das Kulturleben des Ortes spielen die Jänschwalder Blasmusikanten eine wichtige Rolle. Die 2001 aus der 1972 gegründeten Feuerwehrkapelle Jänschwalde hervorgegangene Musikformation ist inzwischen auch überregional bekannt. Der Verein WIR für Jänschwalde e. V. veranstaltet seit 2000 regelmäßig das Jänschwalder Blasmusikfest, welches hunderte Besucher alle 2 Jahre (ungerade Jahreszahl) nach Jänschwalde lockt.
Sorbisches Traditionsleben
Ein Ortsverein der Domowina und die Dorfjugend, welche sich als Jugendinitiative organisiert hat, führt jedes Jahr sorbische Brauchtumsveranstaltungen durch. Dazu gehören die sorbische Fastnacht (Zapust), das Osterfeuer und das sorbische Hahnrupfen (Kokot). Diese Festivitäten sind eng an die wendische Geschichte des Dorfes gebunden. Des Weiteren wird jährlich zum 1. Mai ein Maibaum aufgestellt.

## Wirtschaft und Infrastruktur

### Unternehmen

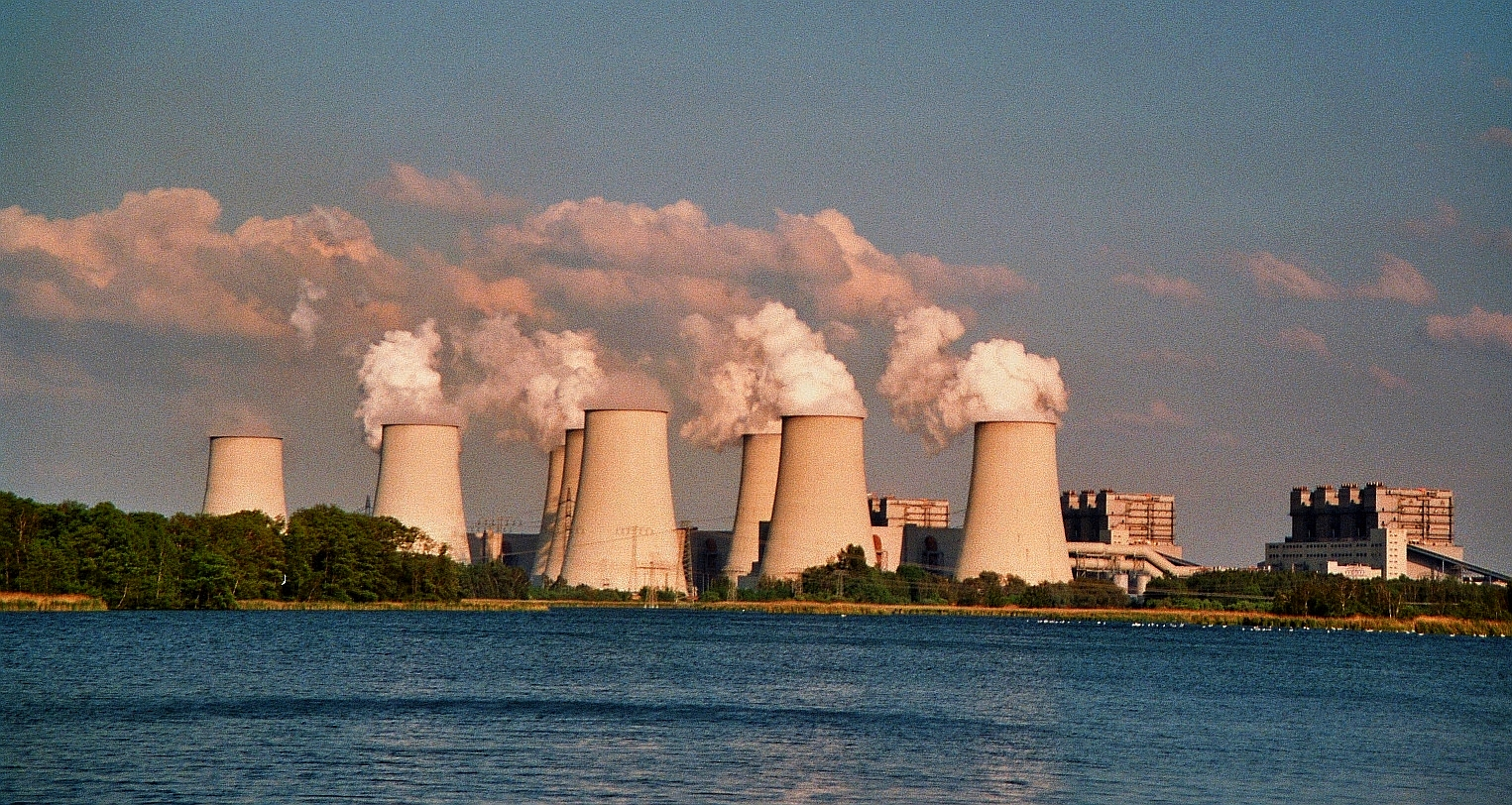
Braunkohlekraftwerk Jänschwalde

Auf dem Gebiet der Nachbargemeinde Teichland befindet sich mit dem Kraftwerk Jänschwalde das drittgrößte Braunkohlekraftwerk Deutschlands.
In der Ortslage Kolonie befand sich die im Jahr 2000 gebaute Privatbrauerei Brauhaus Zur Linde. Sie produzierte 12.000 Liter Bier im Jahr, das größtenteils in der dazugehörigen Gaststube ausgeschenkt, aber auch in Fässern verkauft wurde.

### Verkehr
Jänschwalde liegt an der Landesstraße L 502 zwischen Tauer und der Bundesstraße 97.

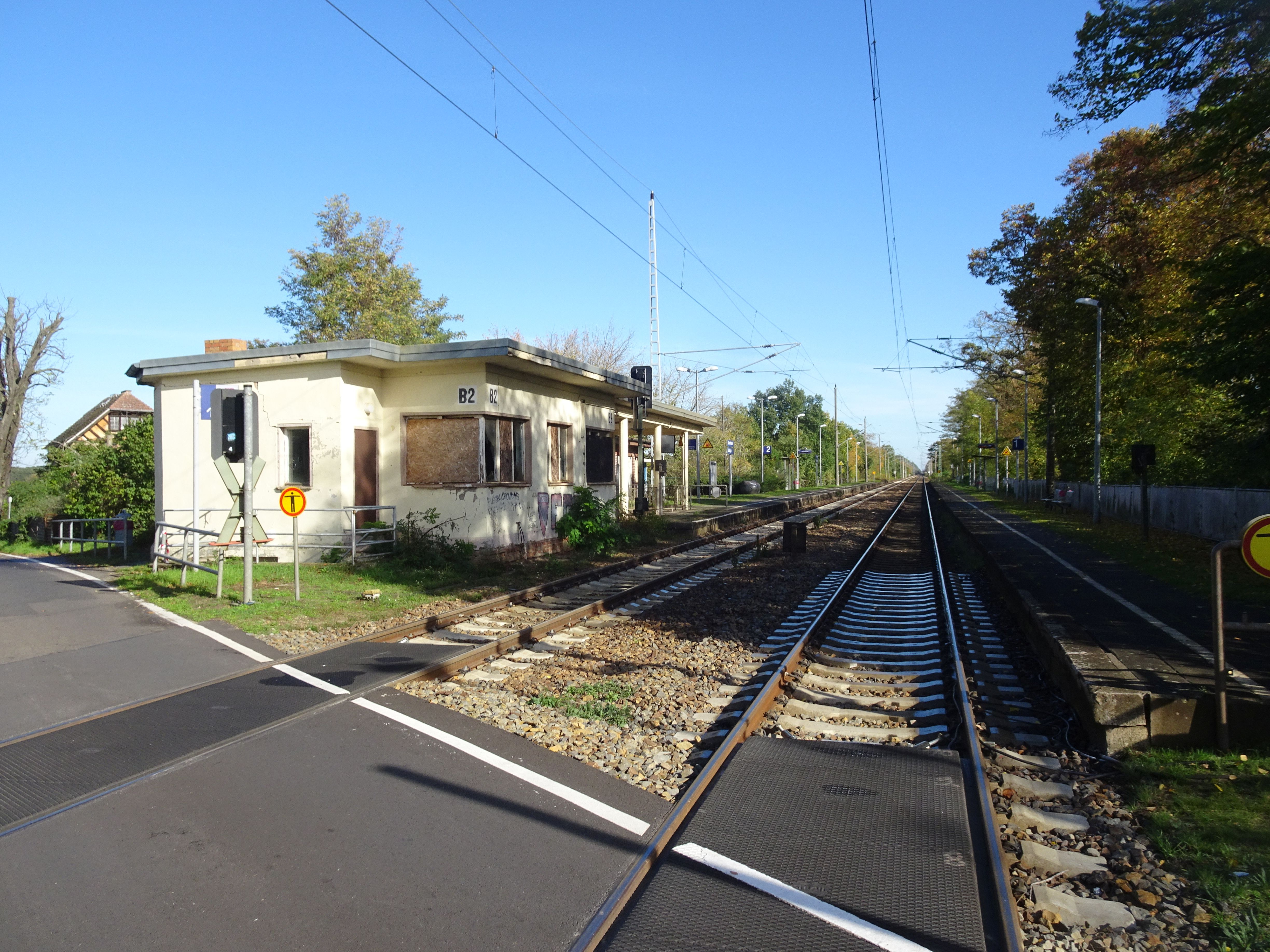
Haltepunkt Jänschwalde

Jänschwalde Ost und Jänschwalde sind Haltepunkte an der Bahnstrecke Guben–Cottbus. Sie werden abwechselnd von der Regional-Express-Linie RE 10 Frankfurt (Oder)–Cottbus Hbf–Leipzig Hbf, sowie von der Regionalbahnlinie RB 43 Frankfurt (Oder)–Cottbus Hbf–Falkenberg (Elster) jeweils im Zweistundentakt bedient, so dass sich ein Stundentakt ergibt.
Im Ortsteil Drewitz befindet sich der Flugplatz Cottbus-Drewitz.

### Bildung
Im Ortsteil Jänschwalde-Ost befindet sich die Krabat-Grundschule, die nach dem Witaj-Projekt bilingualen sorbisch-deutschsprachigen Unterricht anbietet.

## Persönlichkeiten
- Johann Gottfried Richter (1703–1765), Pfarrer in Jänschwalde, schrieb die erste Geschichte der Stadt Cottbus
- Manfred Haake (* 1943), Ruderer, geboren in Jänschwalde
- Bernd Kaina (* 1950), Biologe und Toxikologe, geboren in Drewitz